# Raymond Boisset
Pour les articles homonymes, voir Boisset.
Raymond Boisset (né le 26 mars 1912 à La Pacaudière - mort le 6 juillet 1991 à Paris) est un athlète français spécialiste du 400 mètres. Il est le père du cinéaste Yves Boisset.

## Carrière
Il remporte son premier titre national sur 400 mètres en 1934 en établissant un nouveau record de France en 47 s 6, record qui tiendra 18 ans jusqu'en 1952. Cinquième du 400 m lors des Championnats d'Europe de Turin, il remporte la médaille d'argent du relais 4 × 400 mètres aux côtés de Robert Paul, Georges Guillez et Pierre Skawinski. Devancé par l'équipe d'Allemagne, le relais français signe un nouveau record de France de la discipline en 3 min 15 s 6.
Vainqueur des Championnats de France 1935, Raymond Boisset participe aux Jeux olympiques de Berlin, en 1936, mais ne parvient pas à franchir le premier tour des séries.
Il fut en 1938 et 1939 secrétaire général adjoint chargé du sport universitaire dans le cadre de l'Office du Sport Scolaire et Universitaire (OSSU), ancêtre de l'UNSS et de la FFSU, et de 1954 à 1956 directeur de l'école normale supérieure d'éducation physique des jeunes hommes.

## Palmarès
- Championnats d'Europe de 1934 à Turin :
  -  Médaille d'argent du relais 4 × 400 m
  - 5e du 400 m
- Champion de France du 400 m en 1934 et 1935

## Records personnels
- Record de France du 400 m le 8 juillet 1934 à Colombes en 47 s 6.